# Cucurull
Cucurull és un indret del terme municipal de Gavet de la Conca, a l'antic terme de Sant Salvador de Toló, al Pallars Jussà, en territori de Sant Salvador de Toló.
És just al sud de Sant Salvador de Toló, en el vessant nord de la Serra de la Campaneta, al costat sud de la carretera L-911.